# Kabinett Reincke-Bloch
Das Kabinett Reincke-Bloch bildete vom 28. Juli 1920 bis zum 12. Januar 1921 die Landesregierung von Mecklenburg-Schwerin.
Der Landtag des Freistaates Mecklenburg-Schwerin wählte am 28. Juli 1920 den Ministerpräsidenten und am gleichen Tag die übrigen Staatsminister. Am 12. Januar 1921 trat das Staatsministerium zurück.
| Amt                                                                                   | Name                  | Partei    |
| ------------------------------------------------------------------------------------- | --------------------- | --------- |
| Ministerpräsident Äußeres Unterricht, Kunst, geistliche- und Medizinalangelegenheiten | Hermann Reincke-Bloch | DVP       |
| Inneres                                                                               | Heinrich Erythropel   | DVP       |
| Finanzen                                                                              | Fritz Dettmann        | DNVP      |
| Justiz                                                                                | Walter Schmidt        | parteilos |
| Landwirtschaft, Domänen und Forsten                                                   | Hans Steinmann        | DNVP      |